# Igreja de São Pedro (Pêro Pinheiro)

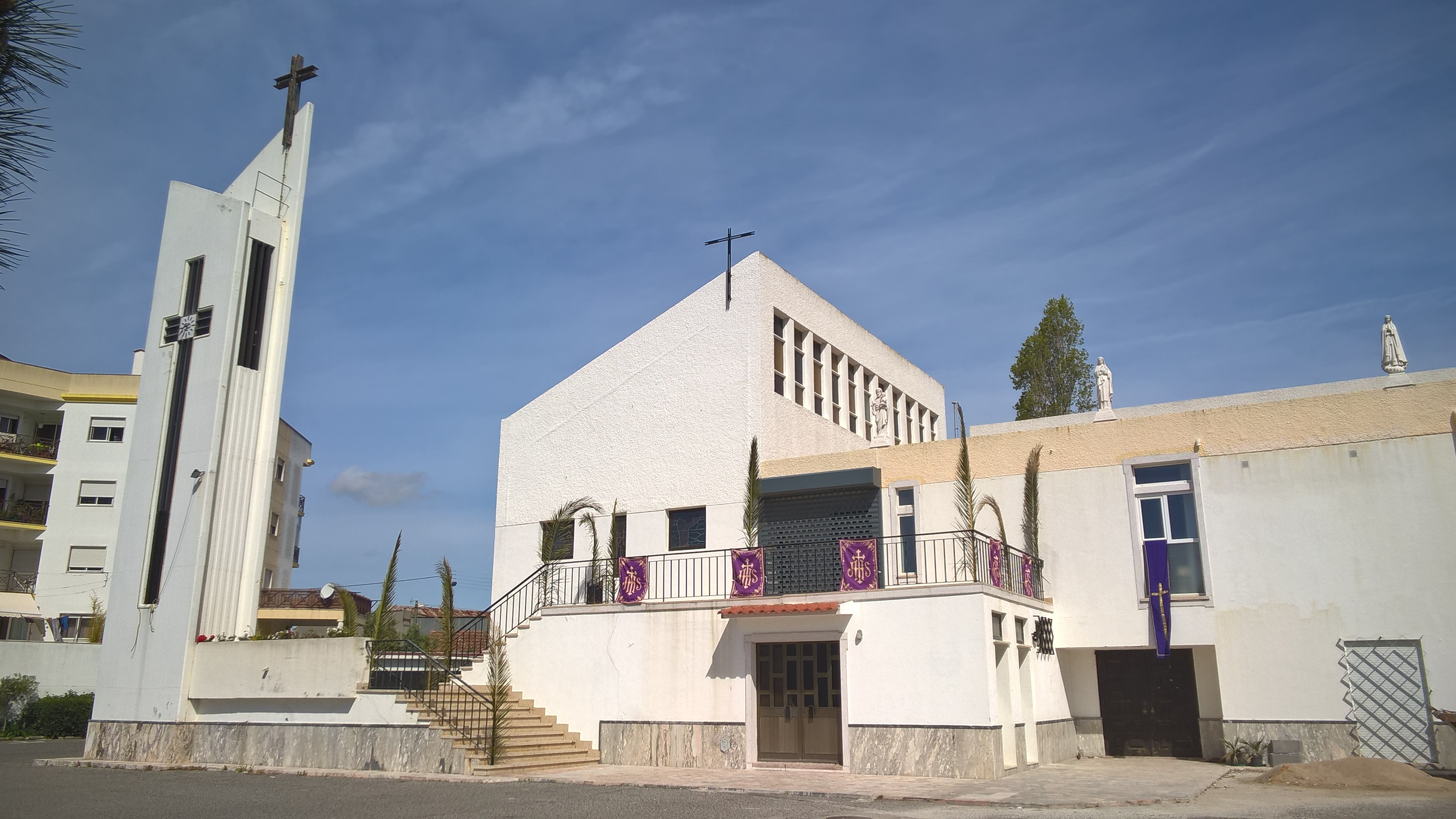

A Igreja da Paróquia de Pêro Pinheiro foi inaugurada por Sua Eminência o Cardeal Patriarca de Lisboa D. António Ribeiro, no dia 16 de Abril de 1983, que, aliás, havia já feito o lançamento da primeira pedra, para a construção do edificio, em 27 de Julho de 1980.
O terreno para a edificação da Igreja foi doado pela empresa Pardal Monteiro, tendo o Eng.° Carlos Augusto Salazar Leite, membro ilustre da família Pardal Monteiro, operado como interlocutor e representante desta.
Os paroquianos devem a vários concidadãos e à colaboração da comunidade em geral os muitos esforços e empenho necessários à concretização da obra e, em particular, à Comissão Fabriqueira da Igreja de S. Pedro de Pero Pinheiro, que a construiu, e é de justiça referir, pela sua relevância no processo, pelo menos os nomes se guintes: José Eduardo Jorge, Preciosa da Silva Bastos Jorge, Manuel Vicente Ribeiro, Sofia Duarte Mangas Ribeiro, Angélica Duarte Cardoso Santinho Saraiva, Manuel Martins dos Santos, Fernando Lourenço Rodrigues Pires e Gonçalo Policarpo.
Esta Igreja de invocação a S. Pedro, que é aliás, o patrono da Vila de Pêro Pinheiro, foi elevada a Paróquia em 29 de Junho de 1989. O primeiro pároco foi o Padre António Farinha Bettencourt, com a colaboração do Padre Capelão António Bernardo a que se seguiram os padres: Ubaldo Filomeno, António Crisóstomo, Padre António Águeda, Padre Rafael Marin e o actual pároco Avelino Alves.
fonte: Junta de Freguesia de Pêro Pinheiro